# Jitske Cnossen
Jitske Cnossen (22 februari 1978) is een Nederlands schaatsster. Cnossen deed in 1997 voor het eerst mee aan de Wereldkampioenschappen schaatsen junioren.
In 1998 startte zij zowel op het NK Afstanden op de 1500 meter, als op de Nederlandse kampioenschappen schaatsen allround 1998.

## Records

### Persoonlijke records[3]
| Afstand    | Tijd    | Datum            | Baan       |
| ---------- | ------- | ---------------- | ---------- |
| 500 meter  | 42,99   | 22 februari 1997 | Calgary    |
| 1000 meter | 1.24,14 | 23 februari 1997 | Calgary    |
| 1500 meter | 2.06,61 | 21 december 1997 | Heerenveen |
| 3000 meter | 4.34,14 | 4 januari 1998   | Inzell     |
| 5000 meter | 8.05,51 | 19 maart 1997    | Heerenveen |